# میر احمد جوینده
میر احمد جوینده (زاده: ۱۳۳۰، ولایت بغلان) سیاست‌مدار افغانستانی و نماینده مردم کابل در دوره پانزدهم مجلس نمایندگان افغانستان است.

## زندگی‌نامه
میر احمد جوینده متولد ۱۳۳۰ از ولایت بغلان افغانستان است. وی دارای مدرک تحصیلی ماستر (فوق لیسانس) از دانشگاه آله آباد هند است.

## دیگر فعالیت‌ها
- رئیس باستان‌شناسی.[۱]
- منشی اصلی کمیسیون یونسکو در افغانستان.[۱]
- مسئول دوستی انجمن‌های دوستی افغانستان با کشورهای خارجه در وزارت خارجه.[۱]
- کارمند سفارت افغانستان در دهلی نو.[۱]
- رئیس بنیاد فرهنگی و جامعه‌شناسی.[۱]